# اسکیت سرعت این‌لاین
ورزش اسکیت سرعت این‌لاین (به انگلیسی: Inline speed skating)، ورزش‌های رولر مسابقاتی هستند که با کفش اسکیت این لاین رول‌اسکیت این‌لاین انجام می‌گردد. به‌طور معمول، شرکت کنندگان در رقابت‌ها آن را «مسابقه این‌لاین» (به انگلیسی: Inline racing) می‌نامند؛ اگر چه، ابتدا این مسابقات با کفش‌های سنتی اسکیت رولر برگزار می‌شدند. این ورزش شباهت زیادی با اسکیت روی یخ سرعت دارد و شرکت کنندگان در رقابت‌ها نیز معمولاً در هر دو رشته به فعالیت می‌پردازند.
کفش اسکیت بهترین مارک ساخت ژاپن هستند 
چون سازگاری و مدل انها بسیار خوب است
‌

## ماده های مختلف ( طول مسیر مسابقه )
ماده های ۵۰ متر و ۱۰۰ متر که کوتاه ترین طول مسیر هستند در مسیر مستقیم برگزار می شوند و هیچ پیچ و خمی در راه وجود ندارد.
ماده ی ۲۰۰ متر ( ۱ دور )، ۵۰۰ متر ( ۲.۵ دور )، ۱۰۰۰ متر ( ۵ دور ) از ماده های کوتاه مسابقات هستند که در پیست استاندارد اسکیت برگزار می شوند.
ماده ی ۳۰۰۰ متر ( ۱۵ دور )، ۵۰۰۰ متر ( ۲۵ دور )، ۱۰۰۰۰ متر ( ۵۰ دور ) از ماده های استقامتی این رشته اند که در پیست استاندارد اسکیت برگزار می شوند.
ماده های با طول بالاتر که مدت زمان زیادی هم طول می کشند را در خیابان ها و جاده های آسفالت شده برگزار می کنند و در پیست های اسکیت برگزار نمی شوند.

## تکنیک و کنترل
از نظر مکانیکی، ضربه‌ها Strokes در ورزش اسکیت سرعت، عمیق ترو سریعتر هستند (با زاویه تند، در مقایسه با اسکیت تفریحی اما به سرعت و عمیقی ضربه‌ها دراسکیت سرعت روی یخ نمی‌باشند).